# Dyskografia Kaomy
Dyskografia Kaomy – francuskiego zespołu muzycznego wykonującego zouk i muzykę latynoamerykańską, składa się z siedmiu albumów studyjnych, jednego albumu remiksowego, dwóch minialbumów, dwudziestu singli oraz dwunastu teledysków.
Debiutancki album zespołu Worldbeat został wydany w 1989 roku nakładem Epic Records oraz CBS Records. Wydawnictwo uzyskało status platynowej płyty w Brazylii oraz złotej płyty w Kanadzie. Album dotarł ponadto między innymi do 6. miejsca na liście sprzedaży w Szwajcarii, 11. w Norwegii, 16. w Austrii, 17. w Australii i 21. w Niemczech. Promujący wydawnictwo singel „Lambada” zajął 1. miejsce na listach przebojów w dziewięciu krajach, między innymi we Włoszech, Szwecji oraz Belgii. Zdobył również status podwójnej platynowej płyty w Niemczech, platynowej płyty w Japonii, Szwecji i we Francji oraz złotej płyty w Szwajcarii. Na drugi singel wydawnictwa wybrano utwór „Dançando Lambada”, który uzyskał status srebrnej płyty we Francji i dotarł między innymi do 11. miejsca na liście przebojów w Irlandii, 5. pozycji w Holandii, 6. miejsca w Szwajcarii oraz 62. pozycji w Wielkiej Brytanii. Pozostałymi singlami wydawnictwa były utwory „Mélodie d’amour”, „Lamba caribe”, „Lambamor”, „Jambé fineté” oraz „Grillé”. W 1991 roku zespół wydał drugi album studyjny, Tribal Pursuit, który dotarł do 16. pozycji na liście sprzedaży albumów we Francji oraz uplasował się na 51. miejscu zestawienia MegaCharts w Holandii. Album promował wyróżniony srebrną płytą we Francji singel „Danca Tago Mago”, a także utwory „Mamae Afrika” oraz „Moço do dende”.
Po siedmiu latach od wydania płyty Tribal Pursuit udostępniono trzecie wydawnictwo zespołu, A La Media Noche, promowane tytułowym utworem albumu oraz singlem „Banto”. Dzięki współpracy z Gregorem Salto zespół wydał w 2009 roku singel „Lambada 3000”, notowany na 8. miejscu flandryjskiego zestawienia Ultratop 50 Singles w Belgii. 17 lutego 2014 roku wydano czwarty album studyjny zespołu The Very Best of Kaoma, promowany przez nagrane wspólnie z Loalwą single „Paraiso” oraz „La Lambada”.
1 stycznia 2018 nakładem Mauricio World Music zespół wydał jednocześnie dwa albumy – A Lambada Está de Volta oraz Volume 2. W 2019 wydano album Sensação do Bolero.

## Albumy studyjne
| Rok                         | Dane dot. albumu | Pozycje na listach przebojów | Pozycje na listach przebojów | Pozycje na listach przebojów | Pozycje na listach przebojów | Pozycje na listach przebojów | Pozycje na listach przebojów | Pozycje na listach przebojów | Pozycje na listach przebojów | Pozycje na listach przebojów | Certyfikat                                |
| Rok                         | Dane dot. albumu | AUS                          | AUT                          | FRA                          | DEU                          | NLD                          | NOR                          | SWE                          | CHE                          | USA                          | Certyfikat                                |
| --------------------------- | --- | ---------------------------- | ---------------------------- | ---------------------------- | ---------------------------- | ---------------------------- | ---------------------------- | ---------------------------- | ---------------------------- | ---------------------------- | ----------------------------------------- |
| 1989                        | Worldbeat - Wydany: 1989 - Wytwórnia: Epic Records, CBS Records - Format: CD, winyl, kaseta kompaktowa, digital download               | 17                           | 16                           | 14                           | 21                           | 12                           | 11                           | 41                           | 6                            | 40                           | - BRA: platynowa płyta - CAN: złota płyta |
| 1991                        | Tribal Pursuit - Wydany: 1991 - Wytwórnia: Columbia Records - Format: CD, winyl, digital download                                      | –                            | –                            | 16                           | –                            | 51                           | –                            | –                            | –                            | –                            |                                           |
| 1998                        | A La Media Noche - Wydany: 1998 - Wytwórnia: CNR Music, Legend Recordings - Format: CD, digital download                               | –                            | –                            | –                            | –                            | –                            | –                            | –                            | –                            | –                            |                                           |
| 2014                        | The Very Best of Kaoma (feat. Loalwa) - Wydany: 17 lutego 2014 - Wytwórnia: Sound and Vision Recordings - Format: CD, digital download | –                            | –                            | –                            | –                            | –                            | –                            | –                            | –                            | –                            |                                           |
| 2018                        | A Lambada Está de Volta - Wydany: 1 stycznia 2018 - Wytwórnia: Mauricio World Music - Format: CD, digital download                     | –                            | –                            | –                            | –                            | –                            | –                            | –                            | –                            | –                            |                                           |
| 2018                        | Volume 2 - Wydany: 1 stycznia 2018 - Wytwórnia: Mauricio World Music - Format: CD, digital download                                    | –                            | –                            | –                            | –                            | –                            | –                            | –                            | –                            | –                            |                                           |
| 2019                        | Sensação do Bolero - Wydany: 10 października 2019 - Wytwórnia: Boto Records - Format: CD, digital download                             | –                            | –                            | –                            | –                            | –                            | –                            | –                            | –                            | –                            |                                           |
| „–” album nie był notowany. | |                              |                              |                              |                              |                              |                              |                              |                              |                              |                                           |

## Albumy remiksowe
| Rok | Dane dot. albumu |
| --- | --- |
| 1990 | \| World Mix \| \| -------------------------------------------------------------------------------------------------------------------------------------------------------------------------------------------------------------------------------------------------------------------------------------------------------------------------------------------------------------------------------------- \| \| 1. „Grillé” (Jambé Finet’La Remix) – 6:17 2. „Lamba caribe” (Remix) – 4:50 3. „Lambada” (Llorando Se Fué Remix) – 4:36 4. „Mélodie d’amour” (Remix) – 6:11 5. „Dançando Lambada” (Remix) – 7:07 6. „Grillé” (Jambé Finet’La Dub) – 6:43 7. „Lamba caribe” (Dub) – 4:19 8. „Lambada” (Llorando Se Fué Dub) – 4:03 9. „Mélodie d’amour” (Dub) – 3:57 10. „Dançando Lambada” (Dub) – 7:06 \| - Wydany: 1990 - Wytwórnia: CBS Records - Format: CD |
| World Mix | |
| 1. „Grillé” (Jambé Finet’La Remix) – 6:17 2. „Lamba caribe” (Remix) – 4:50 3. „Lambada” (Llorando Se Fué Remix) – 4:36 4. „Mélodie d’amour” (Remix) – 6:11 5. „Dançando Lambada” (Remix) – 7:07 6. „Grillé” (Jambé Finet’La Dub) – 6:43 7. „Lamba caribe” (Dub) – 4:19 8. „Lambada” (Llorando Se Fué Dub) – 4:03 9. „Mélodie d’amour” (Dub) – 3:57 10. „Dançando Lambada” (Dub) – 7:06 | |

## EP
| Lambada                                                                                               |
| --- |
| 1. „Lambada” (Radio Edit) – 3:27 2. „Lambada” (Dream Mix) – 3:56 3. „Lambada” (Alien Club Mix) – 4:07 |

| La Lambada |
| --- |
| 1. „Lambada” (feat. Loalwa) – 3:25 2. „Paraiso” (feat. Loalwa) – 4:02 3. „O melhor do amor” (feat. Loalwa) – 4:11 4. „Funkarioca” (feat. Loalwa) – 3:26 5. „Chorando” (feat. Loalwa) – 3:25 6. „C’est toi mon ile” (feat. Loalwa) – 3:41 7. „Antonia” (feat. Loalwa) – 3:29 |

## Single
| Rok                          | Tytuł                                 | Najwyższe pozycje na listach | Najwyższe pozycje na listach | Najwyższe pozycje na listach | Najwyższe pozycje na listach | Najwyższe pozycje na listach | Najwyższe pozycje na listach | Najwyższe pozycje na listach | Najwyższe pozycje na listach | Najwyższe pozycje na listach | Najwyższe pozycje na listach | Najwyższe pozycje na listach | Najwyższe pozycje na listach | Najwyższe pozycje na listach | Najwyższe pozycje na listach | Certyfikat | Album                  |
| Rok                          | Tytuł                                 | AUS                          | AUT                          | BEL (FLA)                    | FRA                          | GBR                          | DEU                          | IRL                          | ITA                          | NLD                          | NOR                          | NZL                          | SWE                          | CHE                          | USA                          | Certyfikat | Album                  |
| ---------------------------- | ------------------------------------- | ---------------------------- | ---------------------------- | ---------------------------- | ---------------------------- | ---------------------------- | ---------------------------- | ---------------------------- | ---------------------------- | ---------------------------- | ---------------------------- | ---------------------------- | ---------------------------- | ---------------------------- | ---------------------------- | --- | ---------------------- |
| 1989                         | „Lambada”                             | 5                            | 1                            | 1                            | 1                            | 4                            | 1                            | 4                            | 1                            | 1                            | 1                            | 10                           | 1                            | 1                            | 46                           | - CAN: złota płyta - DEU: 2× platynowa płyta - FRA: platynowa płyta - JPN: platynowa płyta - SWE: platynowa płyta - CHE: złota płyta | Worldbeat              |
| 1989                         | „Dançando Lambada”                    | –                            | 17                           | 11                           | 4                            | 62                           | 18                           | 11                           | –                            | 5                            | –                            | –                            | –                            | 6                            | –                            | - FRA: srebrna płyta | Worldbeat              |
| 1989                         | „Mélodie d’amour”                     | –                            | –                            | 43                           | 11                           | –                            | –                            | –                            | –                            | 15                           | –                            | –                            | –                            | –                            | –                            | - FRA: srebrna płyta | Worldbeat              |
| 1989                         | „Lamba caribe”                        | –                            | –                            | –                            | –                            | –                            | –                            | –                            | –                            | –                            | –                            | –                            | –                            | –                            | –                            | | Worldbeat              |
| 1989                         | „Lambamor”                            | –                            | –                            | –                            | –                            | –                            | –                            | –                            | –                            | –                            | –                            | –                            | –                            | –                            | –                            | | Worldbeat              |
| 1989                         | „Jambé fineté”                        | –                            | –                            | –                            | –                            | –                            | –                            | –                            | –                            | –                            | –                            | –                            | –                            | –                            | –                            | | Worldbeat              |
| 1990                         | „Grillé”                              | –                            | –                            | –                            | –                            | –                            | –                            | –                            | –                            | –                            | –                            | –                            | –                            | –                            | –                            | | Worldbeat              |
| 1990                         | „Donna con te”                        | –                            | –                            | –                            | –                            | –                            | –                            | –                            | –                            | –                            | –                            | –                            | –                            | –                            | –                            | | –                      |
| 1991                         | „Danca Tago Mago”                     | –                            | –                            | 10                           | 3                            | –                            | –                            | –                            | –                            | 8                            | –                            | –                            | –                            | –                            | –                            | - FRA: srebrna płyta | Tribal Pursuit         |
| 1991                         | „Mamae Afrika”                        | –                            | –                            | –                            | –                            | –                            | –                            | –                            | –                            | –                            | –                            | –                            | –                            | –                            | –                            | | Tribal Pursuit         |
| 1992                         | „Moço do dende”                       | –                            | –                            | –                            | 29                           | –                            | –                            | –                            | –                            | –                            | –                            | –                            | –                            | –                            | –                            | | Tribal Pursuit         |
| 1998                         | „A la media noche”                    | –                            | –                            | –                            | –                            | –                            | –                            | –                            | –                            | –                            | –                            | –                            | –                            | –                            | –                            | | A La Media Noche       |
| 1999                         | „Banto”                               | –                            | –                            | –                            | –                            | –                            | –                            | –                            | –                            | –                            | –                            | –                            | –                            | –                            | –                            | | A La Media Noche       |
| 2000                         | „Outro lugar”                         | –                            | –                            | –                            | –                            | –                            | –                            | –                            | –                            | –                            | –                            | –                            | –                            | –                            | –                            | | A La Media Noche       |
| 2009                         | „Lambada 3000” (oraz Gregor Salto)    | –                            | –                            | 8                            | –                            | –                            | –                            | –                            | –                            | 18                           | –                            | –                            | –                            | –                            | –                            | | –                      |
| 2010                         | „Gol da Vida” (feat. Marcia Ferreira) | –                            | –                            | –                            | –                            | –                            | –                            | –                            | –                            | –                            | –                            | –                            | –                            | –                            | –                            | | –                      |
| 2014                         | „Paraiso” (feat. Loalwa)              | –                            | –                            | –                            | –                            | –                            | –                            | –                            | –                            | –                            | –                            | –                            | –                            | –                            | –                            | | The Very Best of Kaoma |
| 2014                         | „La Lambada” (feat. Loalwa)           | –                            | –                            | –                            | –                            | –                            | –                            | –                            | –                            | –                            | –                            | –                            | –                            | –                            | –                            | | The Very Best of Kaoma |
| 2014                         | „Danca Tago Mago” (feat. Fab Faya)    | –                            | –                            | –                            | –                            | –                            | –                            | –                            | –                            | –                            | –                            | –                            | –                            | –                            | –                            | | –                      |
| 2018                         | „La Lambada” (Mad Morello Remix)      | –                            | –                            | –                            | –                            | –                            | –                            | –                            | –                            | –                            | –                            | –                            | –                            | –                            | –                            | | –                      |
| „–” singel nie był notowany. |                                       |                              |                              |                              |                              |                              |                              |                              |                              |                              |                              |                              |                              |                              |                              | |                        |

## Wspólne wydawnictwa
| Rok  | Artyści                                                        | Tytuły                                                                  | Źródło |
| ---- | -------------------------------------------------------------- | ----------------------------------------------------------------------- | ------ |
| 1989 | Janet Jackson / Kaoma                                          | „Miss You Much” / „Lambada”                                             | [ 36 ] |
| 1989 | Anna Oxa / Kaoma                                               | „Tutti i brividi del mondo” / „Lambada”                                 | [ 37 ] |
| 1989 | Kaoma / New Kids on the Block                                  | „Dançando Lambada” / „Hangin’ Tought”                                   | [ 38 ] |
| 1990 | Doris Day / Love Affair / Dr. Hook & the Medicine Show / Kaoma | „Whatever Will Be” / „Everlasting Love” / „Sylvia’s Mother” / „Lambada” | [ 39 ] |
| 1990 | Anna Oxa / Kaoma                                               | „Donna con te” / „Donna con te”                                         | [ 40 ] |
| 2009 | Kaoma (& Gregor Salto) / Orangez                               | „Lambada 3000” / „I Gotta Feeling”                                      | [ 41 ] |

## Teledyski
| Rok  | Tytuł              | Źródło |
| ---- | ------------------ | ------ |
| 1989 | „Lambada”          | [ 42 ] |
| 1989 | „Dançando Lambada” | [ 42 ] |
| 1989 | „Mélodie d’amour”  | [ 43 ] |
| 1989 | „Lamba caribe”     | [ 44 ] |
| 1989 | „Lambamor”         | [ 45 ] |
| 1989 | „Jambé fineté”     | [ 46 ] |
| 1990 | „Grillé”           | [ 46 ] |
| 1991 | „Danca Tago Mago”  | [ 42 ] |
| 1991 | „Mamae Afrika”     | [ 47 ] |
| 1992 | „Moço do dende”    | [ 46 ] |
| 2000 | „Outro lugar”      | [ 42 ] |
| 2009 | „Lambada 3000”     | [ 48 ] |